# Etonitazen
Etonitazen ist ein vollsynthetisch hergestelltes Opioid aus der Gruppe der Nitazene innerhalb der Benzimidazole mit sehr starker schmerzstillender Wirksamkeit.
Etonitazen ist ein reiner Agonist am μ-Opioid-Rezeptor.

## Beschreibung
Etonitazen ist in der Bundesrepublik Deutschland ein nicht verschreibungsfähiges Betäubungsmittel.

## Chemie

### Gewinnung und Darstellung
Etonitazen wird vollsynthetisch hergestellt. Es sind mehrere Syntheseverfahren bekannt, von denen das 1960 in Basel entwickelte nachfolgend aufgeführt ist. 4-Nitro-ortho-phenylendiamin wird mit 4-Ethoxyphenylacetonitril zur Reaktion gebracht, wodurch sich ein Heterocyclus (1) bildet. Anschließend wird mit 2-Chlorethyl-N,N-diethylamin alkyliert, wobei Etonitazen entsteht:
Andere Synthesemethoden sind ebenfalls bekannt.

## Wirkung
Etonitazen hat als Opioid dasselbe Wirkungs- und Nebenwirkungsprofil und somit im Wesentlichen dasselbe Gefahrenpotential wie andere Opioide.